# فرودگاه دسروچس
فرودگاه دسروچس (به انگلیسی: Desroches Airport) یک فرودگاه خصوصی با کد یاتا DES است که یک باند فرود بتن و چمن دارد و طول باند آن ۱۳۸۱ متر است. این فرودگاه در کشور سیشل قرار دارد و در ارتفاع ۳ متری از سطح دریا واقع شده‌است.